# 비디오 게임 문화
비디오 게임 문화는 비디오 게임을 기반으로 하는 전 세계적으로 새로이 등장한 미디어 문화이며, 컴퓨터와 비디오 게임의 인기가 기하급수적으로 증가함에 따라 대중문화에 지대한 영향을 끼쳐왔다. 비디오 게임 문화는 또한 시간이 지남에 따라 최근 인기가 급상승 중인 모바일 게임 뿐만 아니라 사이버 문화를 이용하는 유저들의 손을 거치며 발전해 왔다. 비디오 게임을 이용하는 사람들을 소위 게이머라고 지칭하며, 이는 게임을 즐기는 사람이나 게임에 열정을 가지고 있는 사람 등 모두를 포함한다. 다인용 비디오 게임과 온라인 게임 등을 통해 비디오 게임은 점점 더 사회적인 기능을 갖게 되었고, 게이머들이 즐기는 게임은 성장하는 소셜 네트워크가 되었다. 새로이 부상하는 트렌드로 알려진 E-스포츠가 널리 받아들여짐에 따라, 게임은 경쟁이면서도 동시에 오락이 될 수 있었다. 오늘날, 비디오 게임을 찾아볼 수 있는 매체는 소셜 미디어, 정치, TV, 영화, 음악과 유튜브 등이 있다.

## 사용 인구
2016년 기준 비디오 게임을 즐기는 유저들의 평균 연령은 35세이며, 처음으로 등장한 아케이드 게임, 비디오 게임 콘솔 및 가정용 컴퓨터 게임을 즐기던 어린이들이 점차 시간이 지나 나이가 들어가며 현재의 유저들이 되면서 연령대가 서서히 증가하였다.
게이머들 사이의 성별 분포는 거의 평균을 이루었으며, 2016년 연구에 따르면 59%의 유저가 남성이며 나머지 41%는 여성이다. 그러나, 그 연구에서는 또한 여성의 경우 비난을 피하기 위해 게임 상에서 성별을 드러내지 않는 경향이 있다는 것을 밝혔다. 2011년 기준 ESA의 보고서에 따르면 6세부터 49세까지의 미국인 중 71%의 사람들은 비디오 게임을 즐겨본 경험이 있다고 하며, 이들 중 55%는 자신의 휴대 전화 또는 모바일 장치에서 게임을 즐긴다고 한다. 전 세계 게이머들의 평균적인 연령은 20대 중반부터 후반에 걸치며, 그들이 나이를 먹어감에 따라 연령대 역시 증가하고 있다.
게이머 인구가 증가하고 있는 현상에 대한 한 가지 이유로는 점점 더 많은 게임 장르가 다양한 대중을 대상으로 삼고 있다는 것을 들 수 있다. 예를 들어, Wii 콘솔은 Wii 스포츠와 Wii Fit 등의 게임을 통해서 유저 층을 넓혀왔다. 두 가지 게임 모두 사용자의 활동적인 움직임을 이끌어내며 가족 간의 겨루기나 운동 등의 즐길만한 이유를 제공하기 때문이다. 뿐만 아니라, 어린 시절부터 비디오 게임을 즐겨온 사람들이 나이를 먹고 나서도 비디오 게임에 흥미를 가지고 있기 때문이라는 이유도 있다. 현재, 어린이들을 위한 가장 큰 오락 산업이 바로 게임이기도 하다. 2008년에 실시되어 1,102명의 응답자를 표본으로 가지는 전화조사에서는 미국에 사는 12세에서 17세 사이의 어린이 중 97%가 비디오 게임을 즐긴다고 응답하였다.

## LAN 게임
비디오 게임을 즐기는 방식은 다양하며 가족 간의 모임에서나 혹은 공공 장소에서도 즐길 수 있다. 이는 바로 'LAN(Local Area Network) 파티 맺기' 기능을 통해서 가능한데, 가족과 친구들이 함께 모인 장소에서 해당 기능을 사용하여 친근한 사람들 간의 사교를 목적으로 하는 오락을 즐길 수 있는 것이다. 'LAN 파티'는 종종 공공 장소에서 열리는 대규모 이벤트에서 개최되기도 하며, 많은 이들이 참여하기도 하지만 이 경우에는 사교적 목적이 없을 수 있다.
일례로, 에버퀘스트 팬 페어에서는 게임 팬들에게 주말동안 함께 모여서 큰 규모로 게임을 즐길 수 있는 기회를 제공해주고 있으며, 이는 수 천회동안 지속적으로 개최되고 있다.  Terry Flew는 그의 저서 Games: Technology, Industry, Culture에서 온라인 게임 커뮤니티를 지칭하여 "유저들이 물리적으로 같은 공간에 있지는 않지만, 함께 친해질 수 있는 장소"라고 소개하였다. 이는 McLuhan이 제시한 "지구촌"이라는 개념을 떠오르게 한다. 사람들이 공간적 제약을 초월하여 전 세계적으로 비슷한 관심사를 가진 이들 끼리 서로 소통할 수 있게 되었기 때문이다. Shapiro 또한 "기술을 통한 사교성 증진"의 가능성을 강조하였는데, 이는 우정이라는 개념이 더 이상 물리적 근접성 (이웃, 동료 등)에 영향을 받지 않기 때문인 것으로 보인다. Shapiro는 "(온라인 게임 커뮤니티를 포함한)인터넷은 개개인의 사용자들에게 새로운 방식으로 사회적 관계망을 넓힐 수 있는 기회를 제공해주며, 뿐만 아니라 처음보는 사람들과 삶의 경험을 소통하고 공유하여 온라인 상의 관계를 형성하도록 도와준다"라고 하였다. 따라서, 이러한 온라인 커뮤니티를 통하여 비슷한 생각을 지닌 이들과 함께하고자 하는 욕구를 총족시킬 수 있는 것이다.

## 온라인 게임
온라인 게임은 게임 문화의 범위와 규모가 급격하게 성장해 왔던 것에 많은 기여를 하였다. 온라인 게임의 시초는 1970년대부터 1980년대 사이에 유행하였던 전자 게시판 시스템(BBS)과 대학에서 사용된 메인프레임 시스템이었다. 머드(MUD) 게임은 동시 접속한 유저들에게 경쟁과 협력이 가능한 컨텐츠를 제공하였지만, 인터넷을 이용하는 것보다 지역적으로 제한되는 정도였다. 인터넷을 통하여 마침내 전 세계의 게이머들은 국가에 상관없이 함께 게임을 즐길 수 있게 되었다. 또한 클라우드 게임이 등장하게 되어 높은 사양을 요구하는 게임을 저사양 시스템 뿐만 아니라 TV를 통해서도 즐길 수 있게 되었다.
현존하는 온라인 게임 중 가장 획기적인 작품으로 평가받는 퀘이크는 열 여섯 명의 플레이어와 팀을 이룰 수 있으며, 총 서른 두명의 플레이어가 동시에 상호작용할 수 있는 게임이기도 하였다. 이에 따라, 게이머들은 클랜이라는 자신들만의 집단을 형성하기 시작했다. 각각의 클랜들은 자신들만의 정체성을 만들어내고 클랜을 홍보하기도 하며, 클랜 내부의 체계를 구성할 뿐만 아니라 클랜을 상징하는 표시를 겉으로 드러내기도 한다. 클랜들 끼리는 교류를 맺기도 하며 적대적인 관계를 형성하기도, 그리고 동맹의 관계를 맺는 경우도 있다. 클랜원들 간의 상호작용이 생기는 경우는 주로 공식적인 경쟁이 발생하는 경기, 혹은 클랜원들끼리 공개 서버에서 함께 모여 일반적인 플레이를 즐기는 경우 등이 있다. 클랜이 구성원을 모집하는 방식으로는 특정 서버에 활동하는 뛰어난 선수들을 초대하여 입단을 위한 면접을 보게 하거나 직접 입단을 권유하기도 한다.

## 같이 보기
- 비디오 게임 저널리즘